# Stéphane Zubar
Stéphane Zubar (ur. 9 października 1986 w Pointe-à-Pitre) – gwadelupski piłkarz występujący na pozycji środkowego obrońcy. Zawodnik klubu Yeovil Town.

## Kariera klubowa
Stéphane Zubar rozpoczął zawodową karierę w 2006 roku w klubie SM Caen. W latach 2006–2009 występował w piąto- i czwartoligowych rezerwach Caen. W 2007 był wypożyczony do trzecioligowego FC Pau, a w 2008 do belgijskiego FC Brussels. W Eerste klasse zadebiutował 9 lutego 2008 w przegranym 2-4 meczu derbowym z Anderlechtem.
W latach 2009–2010 występował w Rumunii w FC Vaslui. W nowych barwach zadebiutował 27 lutego 2009 w zremisowanym 1-1 meczu ze Steauą Bukareszt. Z Vaslui dotarł do finału Pucharu Rumunii w 2010, w którym przegrał w rzutach karnych z CFR Cluj. Od 2010 jest zawodnikiem trzecioligowego angielskiego Plymouth Argyle F.C. W barwach Plymouth zadebiutował 20 listopada 2010 przegranym 1-2 meczu z Brentford F.C.
| Sezon   | Klub               | Kraj    | Rozgrywki                       | Mecze | Bramki |
| ------- | ------------------ | ------- | ------------------------------- | ----- | ------ |
| 2005/06 | Caen B             | Francja | Championnat de France amateur 2 | 0     | 0      |
| 2006/07 | Caen B             | Francja | Championnat de France amateur 2 | 0     | 0      |
| 2006/07 | FC Pau (wyp.)      | Francja | Championnat National            | 10    | 0      |
| 2007/08 | Caen B             | Francja | Championnat de France amateur   | 9     | 1      |
| 2007/08 | FC Brussels (wyp.) | Belgia  | Eerste klasse                   | 11    | 0      |
| 2008/09 | Caen B             | Francja | Championnat de France amateur   | 9     | 0      |
| 2008/09 | FC Vaslui          | Rumunia | Liga I                          | 9     | 0      |
| 2009/10 | FC Vaslui          | Rumunia | Liga I                          | 26    | 1      |
| 2010/11 | Plymouth Argyle    | Anglia  | League One                      | 29    | 2      |
| 2011/12 | Plymouth Argyle    | Anglia  | League Two                      | 4     | 0      |
| 2011/12 | Bournemouth        | Anglia  | League One                      | 22    | 0      |
| 2012/13 | Bournemouth        | Anglia  | League One                      | 2     | 0      |
| 2012/13 | Bury (wyp.)        | Anglia  | League One                      | 6     | 0      |
| 2013/14 | Port Vale (wyp.)   | Anglia  | League One                      | 2     | 0      |
| 2014/15 | York City (wyp.)   | Anglia  | League One                      | 2     | 0      |
| 2015/16 | York City (wyp.)   | Anglia  | League One                      | 3     | 0      |

## Kariera reprezentacyjna
W reprezentacji Gwadelupy Zubar zadebiutował 11 czerwca 2011 w przegranym 0-1 meczu z reprezentacją Kanady podczas Złotego Pucharu CONCACAF. Na turnieju wystąpił w dwóch meczach z Kanadą i USA.